# Bahnhof Bückeburg
Der Bahnhof Bückeburg ist der Bahnhof der niedersächsischen Stadt Bückeburg im Landkreis Schaumburg. Er befindet sich am Nordrand des Stadtzentrums und wurde 1847 an der Bahnstrecke Hannover–Minden errichtet.

## Bahnhofsanlage

### Empfangsgebäude
Das Empfangsgebäude stammt von 1847 und wurde nach einer Planung von Julius Eugen Ruhl errichtet. Es bot auch Fürstenzimmer als Empfangs- und Wartebereich für „Allerhöchste Herrschaften“. Das Empfangsgebäude steht heute als Kulturdenkmal unter Denkmalschutz. 2021 will die Deutsche Bahn das Reisezentrum schließen, was Proteste der Kunden nach sich zieht.

### Gleisanlage
Der Durchgangsbahnhof ist Halt für Regional-Express-Züge sowie die S-Bahn Hannover. Es existieren drei Bahnsteiggleise (ein Hausbahnsteig und ein Inselbahnsteig), von denen nur noch die Gleise 2 und 3 bedient werden. Der Bahnhof ist barrierefrei. Neben den drei Bahnsteiggleisen besteht noch ein Durchfahrgleis. Von 1918 bis zu deren Einstellung 1966 verkehrte auf dem Bahnhofsvorplatz die Bad Eilsener Kleinbahn nach Bad Eilsen und von 1919 bis 1922 nach Minden. Eine Gleisverbindung zur Staatsbahn gab es im westlichen Bahnhofsbereich. Das Gleis auf dem Vorplatz wurde bis etwa 1976 als Anschlussgleis bis Bückeburg Ost befahren.

## Betrieb
Der Bahnhof wird im Stundentakt von Regional-Express-Zügen der Linie Rheine bzw. Bielefeld – Minden – Hannover – Braunschweig und von der S-Bahnlinie S1 Minden – Haste – Wunstorf – Hannover bedient.
Da Bückeburg bis 1946 Landeshauptstadt war, diente der Bahnhof zu diesen Zeiten auch als Fernverkehrshalt. So hielten im Sommer 1914 Durchgangszüge (D) Amsterdam–Leipzig und Berlin–Köln, das Kursbuch 1944/45 verzeichnet täglich mehrere Schnellzüge zwischen Berlin und dem Ruhrgebiet bzw. Köln.
| Linie | Linienverlauf | Takt    | Betreiber         |
| ----- | --- | ------- | ----------------- |
| RE 60 | Ems-Leine-Express: Rheine – Hörstel – Ibbenbüren-Esch – Ibbenbüren – Ibbenbüren-Laggenbeck – Osnabrück Altstadt – Osnabrück Hbf – Melle – Bünde (Westf) – Kirchlengern – Löhne (Westf) – Bad Oeynhausen – Porta Westfalica – Minden (Westf) – Bückeburg – Stadthagen – Haste (Han) – Wunstorf – Hannover Hbf – Lehrte – Hämelerwald – Vöhrum – Peine – Vechelde – Braunschweig Hbf Stand: Fahrplanwechsel Dezember 2021                                                                               | 120 min | WestfalenBahn     |
| RE 70 | Weser-Leine-Express: Bielefeld Hbf – Herford – Löhne (Westf) – Bad Oeynhausen – Porta Westfalica – Minden (West) – Bückeburg – (Kirchhorsten –)* Stadthagen – (Lindhorst (Schaumb-Lippe) –)* Haste – Wunstorf – Hannover Hbf – Lehrte – Hämelerwald – Vöhrum – Peine – Vechelde – Braunschweig Hbf * nur einzelne Züge im Berufsverkehr Stand: Fahrplanwechsel Dezember 2021 | 120 min | WestfalenBahn     |
| S 1   | Minden (Westf) – Bückeburg – Kirchhorsten – Stadthagen – Lindhorst (Schaumb-Lippe) – Haste (Han) – Wunstorf – Dedensen-Gümmer – Seelze – Letter – Hannover-Leinhausen – Hannover-Nordstadt – Hannover Hbf – Hannover Bismarckstraße – Hannover-Linden/Fischerhof – Hannover-Bornum – Empelde – Ronnenberg – Weetzen – Lemmie – Wennigsen (Deister) – Egestorf (Deister) – Kirchdorf (Deister) – Barsinghausen – Winninghausen – Bantorf – Bad Nenndorf – Haste (Han) Stand: Fahrplanwechsel Juni 2022 | 60 min  | Transdev Hannover |